# Corticivora
Corticivora is een geslacht van vlinders van de familie bladrollers (Tortricidae), uit de onderfamilie Olethreutinae.

## Soorten
- C. clarki Clarke, 1951
- C. chica Brown, 1984
- C. parva Brown, 1984
- C. piniana (Herrich-Schäffer, 1851)